# شبكة صيد السمك

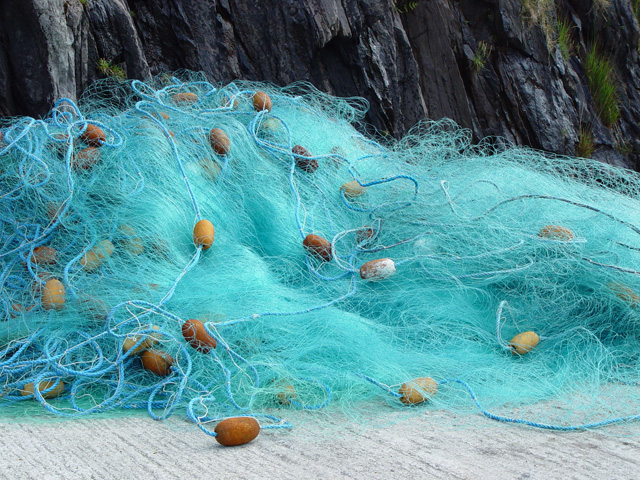
شبكة النايلون الطافية المرفقة بخيط طفو متصل بعوامات بلاستيكية صغيرة

المجزفة أو شبكة صيد السمك هي أداة وُجدت منذ القدم تصنع من الخيوط والبلاستيك وأحياناً من بعض الاسلاك المعدنية، يستخدمها البحارة في صيد أنواع كثيرة من السمك لعل أشهرها السردين وسمك التونة. لها أشكال وأنواع مختلفة فمنها ما يرمى عن الساحل ومنها ما ينزل من القارب ومنها ما يكون مثل الجيب يوضع في الماء وتمشي سفينة الصيد فيعلق أنواع مختلفة.
وشبكة الصيد بشكلٍ عام عبارة عن أجهزة مصنوعة من الألياف المنسوجة في شكل هيكل شبكي. أما شبكات صيد الأسماك في الغالب تكون عبارة عن شبك يتم عقدها عن طريق عقد خيط رفيع نسبيًا. أما في القدم فكانت شبكات الصيد تُنسج من الأعشاب والكتان وغيرها من المواد النباتية الليفية، وبعد ذلك تم استخدام القطن. وغالبًا ما يتم تكوين الشبكات الحديثة من البولي أميدات مثل النايلون، رغم أن الشبكات المصنوعة من البولي أميدات العضوية مثل خيوط الصوف أو الحرير كانت شائعة حتى وقتٍ قريب وما زالت قيد الاستخدام.

## معلومات تاريخية

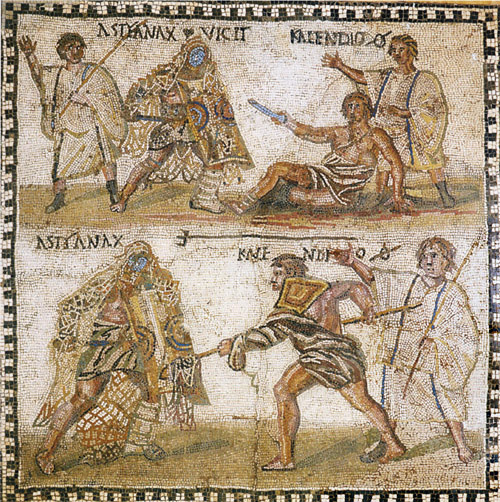
فسيفساء من القرن الرابع قبل الميلاد تظهر ريتياريوس يحمل رمحًا ثلاثي الشعب وشبكة صيد، يحارب سكيوتر

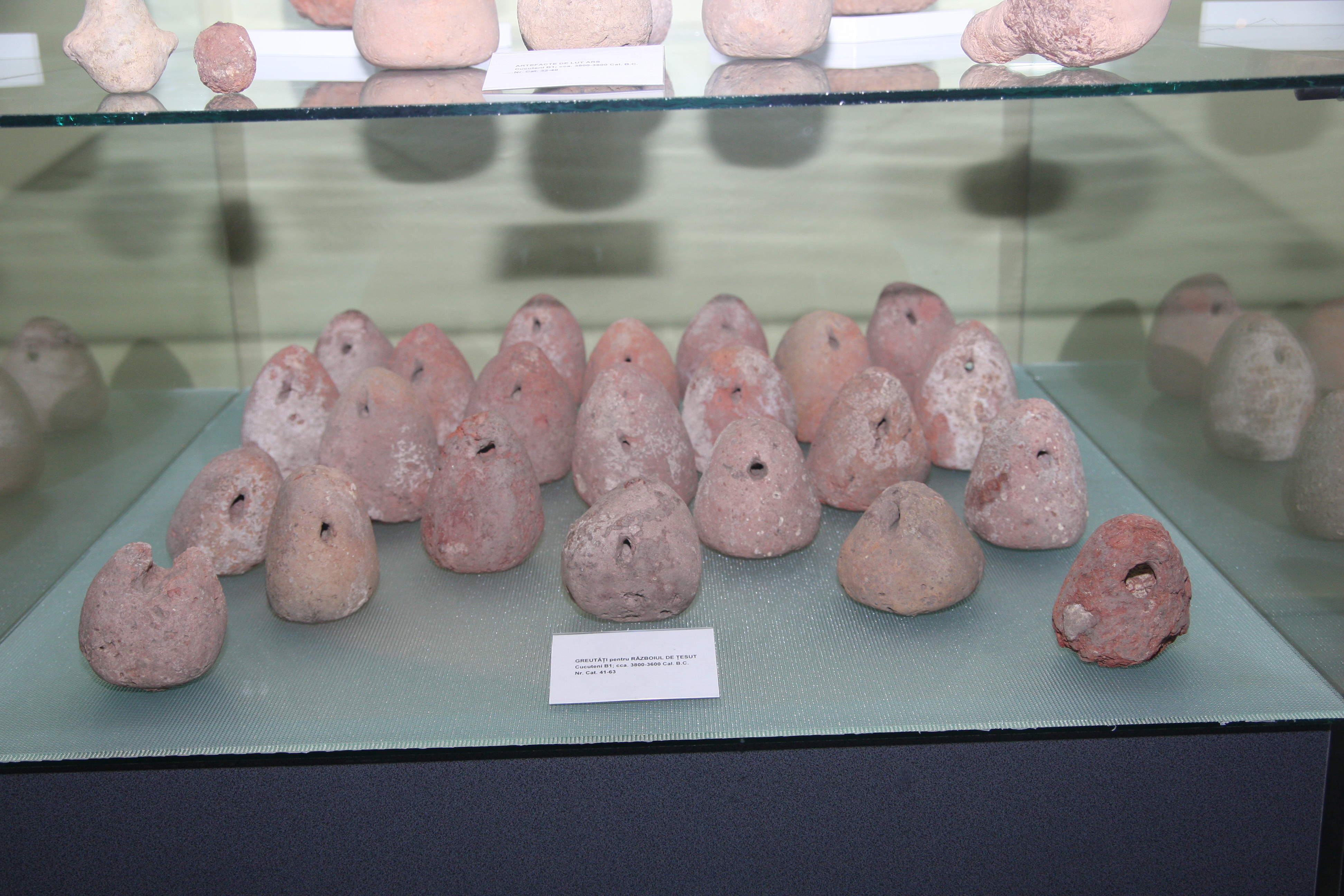
كيوكوتيني

تم استخدام شبكات الصيد بشكل موسع في الماضي، بما في ذلك في مجتمعات العصر الحجري، وأقدم شبكة صيد أسماك هي شبكة أنتريا، التي تم العثور عليها مع معدات الصيد الأخرى في مدينة أنتريا في أنتريا. وقد كانت هذه الشبكة مصنوعة من الصفصاف، وهي تعود إلى 8300 قبل الميلاد. وتعود بقايا شبكة صيد أسماك أخرى إلى أواخر العصر الحجري المتوسط، وتم العثور عليها مع غطاسين في قاع بحر سابق.
وتحتوي بعض النقوش الصخرية في ألتا (4200–500 قبل الميلاد) على صور غامضة، بما في ذلك أنماط معقدة للخطوط الأفقية والرأسية التي يتم تفسيرها في بعض الأحيان على أنها شبكات صيد. وكان الهنود الأمريكيون الأصليون المقيمون بجوار نهر كولومبيا يقومون بنسج الشبكات الكيسية من ألياف جذور الصنوبر أو الأعشاب البرية، مع استخدام الأحجار كأوزان. وقد استخدموا العصي المصنوعة من خشب الأرز كعوامات والتي كانت تتحرك بطريقة تخيف الأسماك وتساعد على الإبقاء عليها معًا. ومن خلال استخدام القوارب الكبيرة، كان شعب الماوري ما قبل الأوروبي يقوم بنشر الشبكات الكيسية التي يمكن أن يزيد طولها على ألف متر. وقد كان الشبك منسوجًا من الكتان الأخضر، مع استخدام أوزان من الحجارة، بالإضافة إلى الخشب الخفيف أو العوامات من القرع، وكانت تتطلب المئات من الرجال لسحبها.
لقد تم توثيق شباك الصيد بشكل جيد في العصور القديمة. وهي تظهر في رسومات المقابر المصرية منذ 3000 قبل الميلاد. وفي الأدب اليوناني القديم، يشير أوفيد كثيرًا إلى شباك الصيد، بما في ذلك استخدام عوامات من الفلين وأوزان من الرصاص. وتأتي الأدلة المصورة للصيد الروماني من الفسيفساء التي يتم تصوير الشباك بها. وفي محاكاة لعملية صيد الأسماك، تم تسليح مصارع من نوع ما يطلق عليه اسم ريتياريوس برمح ثلاثي الشعب وشبكة الصيد. ويمكن أن يحارب سكيوتر أو مارميلو. بين 177 و180، كتب المؤلف اليوناني أوبيان هليوتيكا، وهي عبارة عن قصيدة تعليمية حول صيد الأسماك. وقد وصف وسائل متعددة لصيد الأسماك تشتمل على استخدام شباك الصيد من القوارب والشباك المجوفة المفتوحة بطوق، بالإضافة إلى العديد من الفخاخ التي تعمل أثناء نوم أصحاب تلك الشباك. وقد وصف أوبيان صيد الأسماك من خلال الشبكة «الثابتة» كالتالي:

يقوم صيادو الأسماك بإعداد شباك خفيفة للغاية من الكتان المزدهر وإطار في دائرة، في حين أنهم يضربون سطح البحر بعنف باستخدام مجاديفهم، ويقومون بعمل ضجة من خلال ضرب القطبين بشكل كاسح. ومع الوميض الناجم عن المجاديف السريعة والضوضاء الناجمة عن ذلك، يشعر السمك بالرعب ويندفع إلى قاع الشبكة الملقاة في المياه، معتقدين أنها يمكن أن تكون ملجأ لها: وتدخل الأسماك الغبية، التي ترعبها الضوضاء، إلى البوابات التي تصل بها إلى مصيرها المحتوم. وحينها، يقوم الصيادون الموجودون على كلا الجانبين بسحب الحبال بسرعة لجذب الشبكة إلى الساحل.